# Pserimos
Pserimos eller Psérimos er en græsk ø i øgruppen Dodekaneserne, der bl.a. indeholder øerne Rhodos og Kos.
Pserimos er 16 km2 stor og er med under 50 indbyggere den mindste beboede ø i Dodekaneserne. Øen er bilfri.
Der er rutebåd fra Kos by.
36°56′N 27°08′Ø / 36.93°N 27.13°Ø